# Zulaija Al-Shahabi
Zulaija Al-Shahabi (àrab: زليخة الشهابي)  (Jerusalem, 1903 - Jerusalem, 13 de maig de 1992) va ser una activista palestina i pionera del feminisme que va participar durant tota la seva vida en la lluita per l'alliberament nacional de Palestina. El seu pare formava part de l'elit de Jerusalem i va ocupar diversos alts càrrecs administratius durant l'Imperi Otomà fins que l'any 1927 va assumir la presidència del municipi de Jerusalem.
Entre els seus nombrosos assoliments, Zulaia Al-Shahabi va encapçalar una manifestació de dones per a protestar contra l'arrest de diferents líders de la revolució palestina i va fundar la primera Unió de Dones Palestines en oposició al Mandat Britànic el 1921. També va participar en la fundació de la Unió de Dones Àrabs el 1944 i en l'establiment d'un dispensari de la Unió Mèdica de Dones per a cuidar les embarassades, d'un centre de cura infantil i d'un centre per a ensenyar brodat i costura a nenes (1950).

## Biografia
L'any 1921 va formar la primera Unió de Dones Palestines (UMP), una organització que avui dia encara existeix, per a representar i defensar els drets de totes les dones palestines tant en els territoris ocupats com en els camps de refugiats i la diàspora. L'objectiu de la UMP era oposar-se al Mandat Britànic i fer front a l'acord Haavara que permetia l'emigració de jueus a la Palestina, aleshores ocupada per l'Imperi Britànic. Enfront d'aquesta situació, l'octubre de 1929 es va convocar el Primer Congrés de Dones Àrabs a Jerusalem al qual van assistir 300 dones de tota Palestina per a protestar davant l'Alt Comissionat britànic contra la immigració jueva en Palestina.
Després del congrés, Al-Shahabi va treballar amb les seves companyes recaptant ajuda i per a oferir-la als mujahidins, als ferits i les seves famílies, i va organitzar, juntament amb Melia Sakakini, una campanya gratuïta a Jerusalem per a ensenyar a les nenes a llegir i escriure. Set anys després, el 1936, va formar part de la creació de l'Associació de Dones Àrabs a Jerusalem, i va encapçalar la primera manifestació de dones per a reunir-se amb l'Alt Comissionat britànic i protestar contra l'arrest i deportació de diversos líders de la revolució palestina.
En 1944, l'Associació de Dones Àrabs va passar a denominar-se Unió de Dones Àrabs Palestines (UMAP) en una conferència celebrada al Caire, a la qual van assistir representants de sis països àrabs: Egipte, Iraq, Síria, Líban, Palestina i Transjordània. A principis de l'any següent es va fer la primera reunió de la UMAP a Jerusalem amb la participació de nombroses feministes com Huda Sha'arawi.
Després de la Nakba, l'any de 1950, Al-Shahabi va establir el dispensari de la Unió Mèdica de Dones a Jerusalem, en el qual s'atenia a dones embarassades. De la mateixa manera, va fundar jardins d'infància i escoles destinades a l'ensenyament de la costura i el brodat per a nenes. Va contribuir en la creació de la Societat Benèfica Islàmica de Makassed, una associació sense ànim de lucre creada per a donar assistència a totes les persones tant en l'àmbit sanitari com en l'àmbit educatiu i social.
En 1952 va fundar al costat d'Elizabeth Nasser i Hind Al-Husseini, diversos orfenats per a nenes que s'havien quedat sense llar amb l'objectiu de posar fi a la misèria i mendicitat en la qual vivien. Els van proporcionar una vida digna i un refugi segur, a part de proporcionar-los el coneixement per a arribar a treballar en institucions.
Més endavant, va contribuir a l'establiment de l'Organització per a l'Alliberament de Palestina, una coalició de moviments polítics i paramilitars, formada l'any 1964, considerada i reconeguda per l'ONU com a «única representant legítima del poble palestí». Previ a la Guerra dels Sis Dies, i amb el lideratge de la Unió de Dones per part Al-Shahabi i la participació de la resta de dones de la ciutat de Jerusalem, es va establir el Comitè d'Ambulàncies dels Comitès de Resistència Popular, a més d'una residència per a majors a Jericó.
El 1968, Zulaija Al-Shahabi es va convertir en la primera persona a ser deportada de Jerusalem quan era la presidenta de la Unió d'Associacions Benèfiques en la Governació de Jerusalem.